# Rörsjön (Åsele socken, Lappland)
Rörsjön är en sjö i Åsele kommun i Lappland och ingår i Ångermanälvens huvudavrinningsområde. Sjön har en area på 0,124 kvadratkilometer och ligger 331,1 meter över havet. Sjön avvattnas av vattendraget Kvällån.

## Delavrinningsområde
Rörsjön ingår i det delavrinningsområde (710482-158915) som SMHI kallar för Utloppet av Rörsjön. Medelhöjden är 337 meter över havet och ytan är 0,49 kvadratkilometer. Räknas de 13 avrinningsområdena uppströms in blir den ackumulerade arean 96,42 kvadratkilometer. Kvällån som avvattnar avrinningsområdet har biflödesordning 2, vilket innebär att vattnet flödar genom totalt 2 vattendrag innan det når havet efter 218 kilometer. Avrinningsområdet består mestadels av skog (60 procent) och sankmarker (14 procent). Avrinningsområdet har 0,13 kvadratkilometer vattenytor vilket ger det en sjöprocent på 25,5 procent.